# أندريه فيلنوف
أندريه فيلنوف (بالفرنسية: André Villeneuve)‏ (و. 1961  م) هو سياسي كندي، ولد في لافالتري، كيبك، هو عضوٌ الحزب الكيبيكي.

## مناصب
تولى منصب عضو الجمعية الوطنية في كيبك ‏ (8 ديسمبر 2008–23 أغسطس 2018).